# Ismael Falcón
Ismael Gómez Falcón (* 24. April 1985 in Cádiz) ist ein spanischer Fußballspieler, der bei Hercules Alicante in der spanischen Segunda División spielt.

## Spielerkarriere
Der gebürtige Andalusier Ismael Falcón wechselte 2004 zur zweiten Mannschaft von Atlético in die Segunda División B. Dort spielte er zwei Jahre lang bis 2006, ehe er in die erste Mannschaft hochgeholt wurde. Bislang hat er fünf Spiele für die „Rojiblancos“ in der Liga bestritten. Für die Rückrunde der Saison 2006/07 war er an Hércules Alicante aus der Segunda División ausgeliehen, wo er immerhin auf elf Einsätze kam.
Kurioserweise trug Falcón nach seiner Rückkehr zu Atlético das Trikot mit der Rückennummer 1, obwohl er nur dritter Torwart hinter dem Italiener Christian Abbiati und dem Argentinier Leo Franco war. Er spielte zwar in allen sechs Pokal-Auftritten der Madrilenen in der Saison 2007/08, ohne jedoch eine Chance im Liga-Alltag zu bekommen. Seit Sommer 2008 spielt er beim galicischen Zweitligisten Celta Vigo.
Nach über 80 Einsätzen bei Celta Vigo wechselte Falcón im Sommer 2011 zum Ligakonkurrenten Hercules Alicante, wo er bereits in der Rückrunde der Saison 2006/07 unter Vertrag stand.